# Белгија на Дечјој песми Евровизије
Белгија на избору за Дечју песму Евровизије је учествовала од 2003. до 2012. године. 2013. белгијански емитер је објавио повлачење са такмичења због губитка интересовања и због оснивања њихове верзије такмичења за децу.

## Емитер
Постоје два емитера у Белгији на националном нивоу. Први је фламански јавни сервиз VRT, који преноси читаво такмичење на фламанском језику, ондосно једној варијанти холандског језика. Други емитер је RTBF, задужен за пренос програма деци из Валоније која говоре француским језиком. Оба ова емитера у почетку су преносила текмичење са великом гледаношћу и интересовањем међу тамошњом дечјом публиком. Међутим, валонски RTBF се повукао 2006. године, годину дана након што је угостио децу и читаве Европе у граду Хаселту. Разлог је био поражавајући: веома мала гледаност упркос чињеницама да се актуелни шоу одржавао баш у њиховој држави. То и није био случај са станицом VRT која и даље успешно преноси овај шоу.

## Национална селекција
Прве године такмичења VRT је добио право да изабере једно од фламанске деце које би их по први пут представило у Копенхагену. Њихов избор се звао Junior Eurosong, а представник група X!NK са песмом "De vriendschapsband". Наредне године, RTBF је добио право на организовање, а њихова песма била је прва на француском језику која је представила ову земљу, под извођењем групе Free Spirits и њиховог "Accroche-toi". Следеће, 2005. емитери су организовали заједнички шоу где се нашло по шест песама из сваке покрајине, и два различита језика. У 2006. након што се RTBF повукао са такмичења, VRT је преузео читаву одговорност и њихов Junior Eurosong се поново вратио на мале екране. Од тада, свака песма која је изведена компонована је на фламанском, односно холандском језику.

## Пласмани
Најбољи пласман Белгија је постигла захваљујући Лаури Омлоп која је отпевала живахну песму под називом "Zo verliefd (Yodelo)", на седмом по реду на такмичењу за дечју песму Евровизије у Кијеву, Украјина.
Најлошији пласман ове земље припао је групи Труст са песмом "Anders" у Ротердаму, Холандија.

## Представници
| Година    | Извођач(и)       | Песма                     | Пласман          | Поени            |
| --------- | ---------------- | ------------------------- | ---------------- | ---------------- |
| 2003      | X!NK             | De vriendschapsband       | 8                | 83               |
| 2004      | Free Spirits     | Accroche-toi              | 10               | 37               |
| 2005      | Lindsay          | Mes rêves                 | 10               | 63               |
| 2006      | Thor!            | Een tocht door het donker | 7                | 71               |
| 2007      | Trust            | Anders                    | 15               | 19               |
| 2008      | Oliver           | Shut up!                  | 11               | 45               |
| 2009      | Laura Omloop     | Zo verliefd (Yodelo)      | 4                | 113              |
| 2010      | Jill & Lauren    | Get Up!                   | 7                | 61               |
| 2011      | Femke            | Een kusje meer            | 7                | 64               |
| 2012      | Fabian           | Abracadabra               | 5                | 72               |
| 2013–2025 | Није учествовала | Није учествовала          | Није учествовала | Није учествовала |

## Домаћин
| Година | Град   | Место       | Водитељи                     |
| ------ | ------ | ----------- | ---------------------------- |
| 2005   | Хаселт | Етиас Арена | Морен Лојс и Марсел Вантхилт |